# Desmopachria imparis
Desmopachria imparis (лат.) — вид жуков-плавунцов рода Desmopachria из подсемейства Hydroporinae (Dytiscidae). 

## Распространение
Встречаются в Южной Америке: Гайана.

## Описание
Жуки мелких размеров; длина 2,1—2,2 мм. Голова и переднеспинка равномерно жёлтые. Надкрылья равномерно коричневато-оранжевые, переливчатые, особенно апикально. Вентральная поверхность головы, простернум, придатки головы, передние и средние лапки жёлтые, остальные вентральные поверхности и задние ноги тёмно-оранжевые. Этот вид уникален благодаря асимметричной форме срединной лопасти гениталий самца. Вентрально срединная лопасть отчётливо асимметрична, хотя и не сильно. Однако это единственный известный вид группы Desmopachria portmanni с асимметричной срединной лопастью самца. Пунктировка на надкрылье двойная с несколькими мелкими точками, перемежающимися с многочисленными более крупными точками. В остальном поверхность надкрылий блестящая с некоторой радужностью. Внешне среди видов северной части Южной Америки этот вид похож на Desmopachria lineata, но этот вид имеет отличительные линейные серии пунктировок на надкрыльях и медианную лопасть самца другой формы. Тело широко овальное и выпуклое профиль; лабиальные щупики зазубренные апикально; заднебоковой угол переднеспинки острый; простернальный отросток резко заострен.